# Spilosoma decolorata
Spilosoma decolorata är en fjärilsart som beskrevs av Edward Alfred Cockayne 1951. Spilosoma decolorata ingår i släktet Spilosoma och familjen björnspinnare. Inga underarter finns listade i Catalogue of Life.